# Casa Parroquial (Santa Coloma de Cervelló)
Casa Parroquial és una obra del municipi de Santa Coloma de Cervelló (Baix Llobregat) inclosa en l'Inventari del Patrimoni Arquitectònic de Catalunya.

## Descripció
Es tracta d'un edifici de planta rectangular, de planta i pis amb teulada de teula a quatre aigües. Presenta una clara tendència historicista palesa en la porta i finestres de la planta baixa, amb arc de mig punt remarcat amb maó vist i imitant la formació de les dovelles, i en la filera de finestres d'arc que hi ha a la planta superior a la manera de les golfes o graners de les cases senyorials medievals de la comarca. La façana està tota ella recoberta de lloses irregulars de pedra. El maó vist remarca les cantonades, el sòcol, les obertures de la planta baixa i personalitza la filera d'arquets del primer pis recobrint totalment aquella zona com una franja ampla. Un treball de maó imitant les bigues de fusta d'èpoques anteriors sosté un ample ràfec. El fet de ser aquesta una casa exempta oberta a la vista en totes direccions fa que els materials i motius ornamentals siguin idèntics en els quatre murs.

## Història
En el 1890, Eusebi Güell va iniciar la construcció de la fàbrica de teixits de cotó als terrenys del seu mas de Santa Coloma de Cervelló. Va encarregar a Antoni Gaudí el projecte urbanístic de la colònia. Entre aquesta data i la de 1917, en què es va suspendre definitivament la construcció de l'església (suspensió en principi momentània, però que es va convertir en definitiva per mort de l'autor), es pot datar la construcció de la Casa Parroquial propera a la Cripta que, malgrat no haver estat l'església construïda en la seva totalitat, ha exercit la seva funció fins al moment per l'entrada al culte de la Cripta, que es va mantenir.